# Les Charmontois

Les Charmontois este o comună în departamentul Marne, Franța. În 2009 avea o populație de 133 de locuitori.